# François Pellegrin
Pour les articles homonymes, voir Pellegrin.
François Pellegrin, né le 25 septembre 1881 dans le 6e arrondissement de Paris,, ville où il est mort le 9 avril 1965 au sein de l'Hôpital Bichat dans le 18e arrondissement, est un botaniste français, spécialiste de la flore tropicale africaine.
Les épithètes spécifiques de plusieurs espèces végétales lui rendent hommage, telles que Bikinia pellegrinii, Euphorbia pellegrinii, Hymenostegia pellegrinii, Polyceratocarpus pellegrinii, Sericanthe pellegrinii.